# Gunskirchen (plaats)
Gunskirchen is een gemeente in de Oostenrijkse deelstaat Opper-Oostenrijk, gelegen in het district Wels-Land. De gemeente heeft ongeveer 5300 inwoners.

## Afbeeldingen

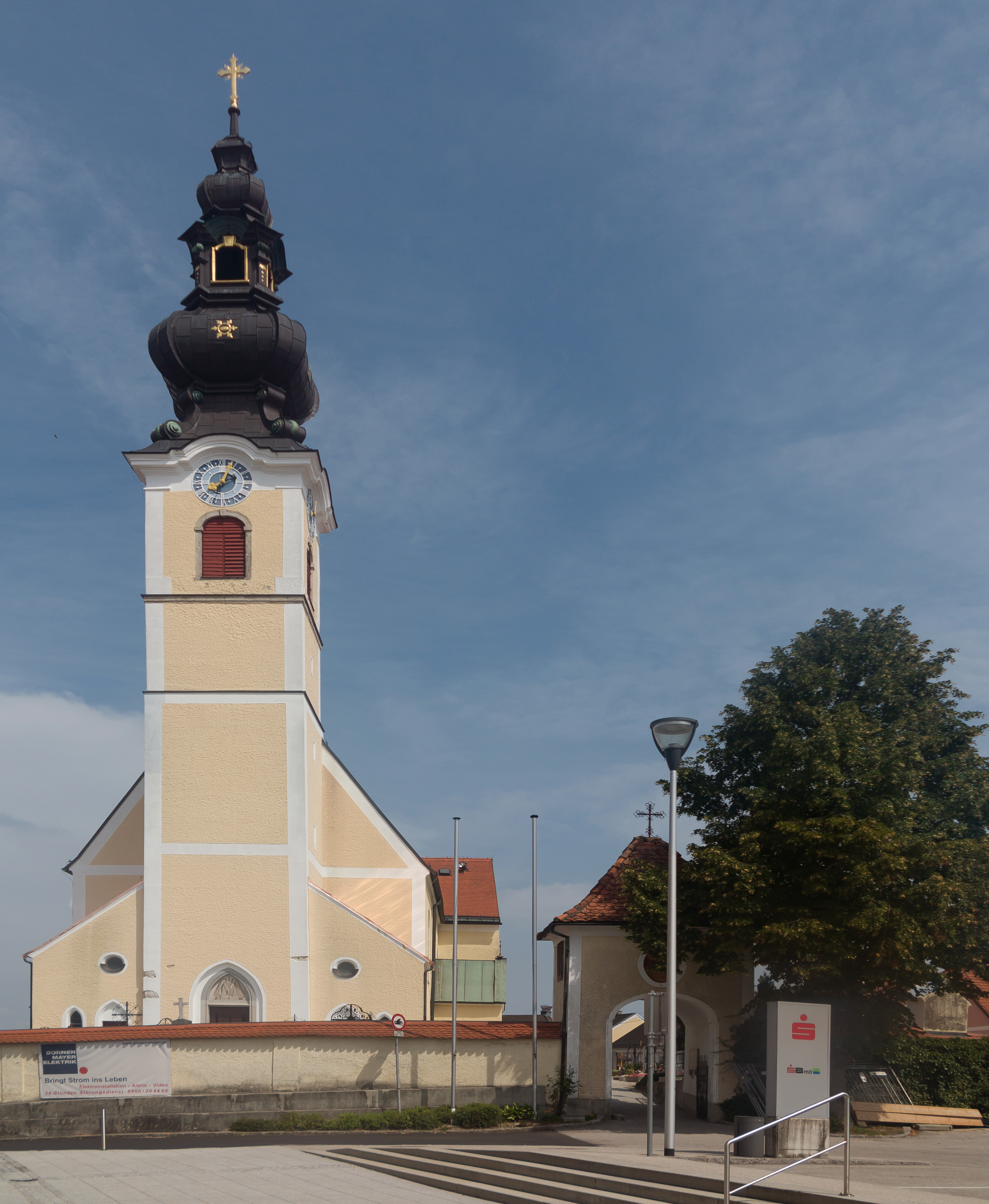
Gunskirchen, katholieke kerk: Pfarrkirche heilige Martin
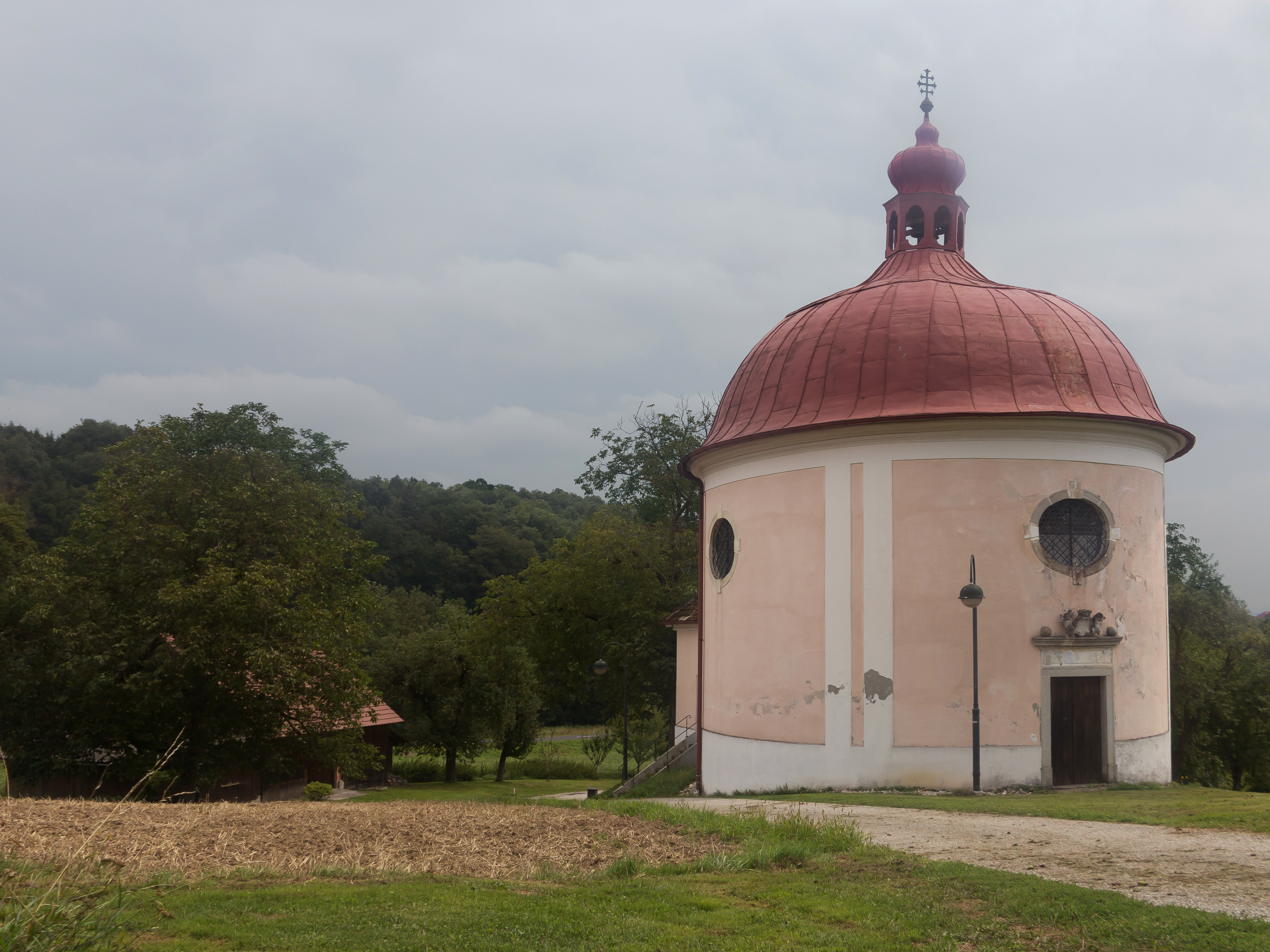
Kalchau, kerk: Wallfahrtskirche heilige Peter
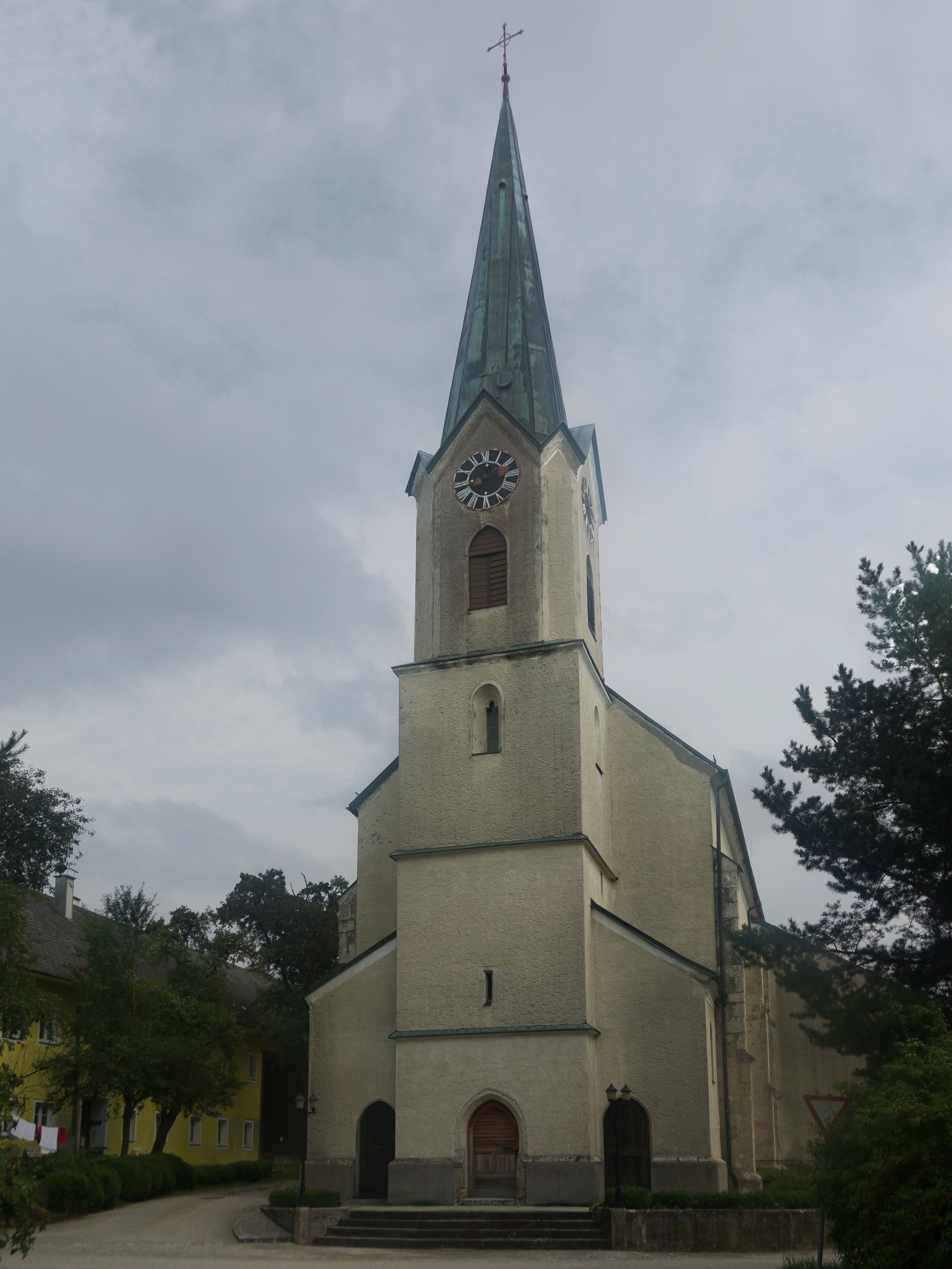
Fallsbach, kerk: Wallfahrtskirche Mariä Himmelfahrt
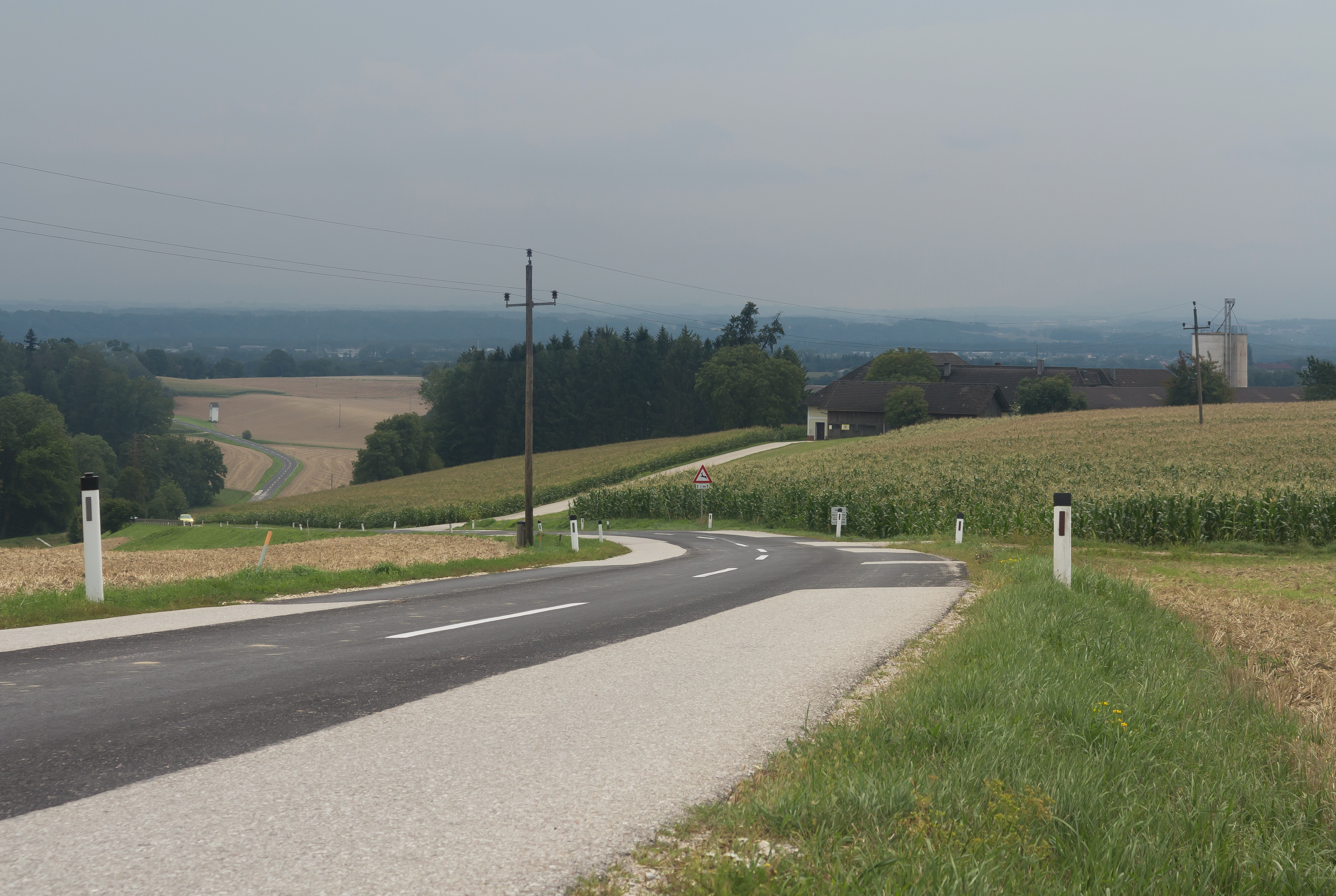
Wegpanorama bij Am Irrach

## Geografie
Gunskirchen heeft een oppervlakte van 36 km². De gemeente ligt in het centrum van de deelstaat Opper-Oostenrijk, vlak bij de stad Wels.
Bij Gunskrichen lagen tijdens de Tweede Wereldoorlog ook twee kampen, namelijk een Arbeitslager en een Sammellager.
Aichkirchen · Bachmanning · Bad Wimsbach-Neydharting · Buchkirchen · Eberstalzell · Edt bei Lambach · Fischlham · Gunskirchen · Holzhausen · Krenglbach · Lambach · Marchtrenk · Neukirchen bei Lambach · Offenhausen · Pennewang · Pichl bei Wels · Sattledt · Schleißheim · Sipbachzell · Stadl-Paura · Steinerkirchen an der Traun · Steinhaus · Thalheim bei Wels · Weißkirchen an der Traun
- Gemeinsame Normdatei: 4309172-6
- Library of Congress Control Number: nr93003232
- Nationale Bibliotheek van Israël: 987007540355805171
- Virtual International Authority File: 148193408
- WorldCat: E39PBJxrXY9YqJGKck9vhKcwYP